# 格蘭布克施波特帕克湖

53°09′02″N 8°41′37″E / 53.15059°N 8.69366°E
格蘭布克施波特帕克湖（德語：Sportparksee Grambke），是德國的湖泊，位於該國西北部，由不來梅州負責管轄，長1.2公里，面積0.4平方公里，最大水深16.5米，該湖用作游泳和其他水上運動。